# Roger Mortimer (4e comte de March)
Titres
Comte de March
27 décembre 1381 – 20 juillet 1398
(16 ans, 6 mois et 23 jours)
Comte d'Ulster
5 janvier 1382 – 20 juillet 1398
(16 ans, 6 mois et 15 jours)
Roger (VII) Mortimer (11 avril 1374, Usk – 20 juillet 1398),,, 4e comte de March, 6e comte d'Ulster, est l'héritier présomptif de Richard II d'Angleterre de 1382 à 1398.

## Jeunesse
Roger Mortimer est le fils d'Edmond Mortimer († 1381), 3e comte de March, et de Philippa de Clarence († 1382), comtesse d'Ulster. Sa mère est la fille unique de Lionel d'Anvers, duc de Clarence, second fils du roi Édouard III et de Philippe de Hainaut. C'est ainsi qu'il fut l'héritier présomptif du roi Richard II.
Le père de Roger Mortimer est mort au cours d'une campagne dans le Munster, le 27 décembre 1381. Sa mère le suit dans la tombe moins d'un mois plus tard, le 5 janvier 1382, âgée seulement de 26 ans. Roger Mortimer hérite donc de leurs titres et de leurs possessions alors qu'il n'a que sept ans. Sa situation aristocratique et l'influence de sa famille font qu'il est nommé lieutenant général d'Irlande le 24 janvier 1382, avec pour adjoint son oncle Sir Thomas Mortimer. Mais cette nomination ne fut pas concluante, car il est remplacé l'année suivante par Philippe de Courtenay.
Pupille de la Couronne, il est sous la tutelle de Thomas Holland, deuxième comte de Kent et demi-frère de Richard II. Ce dernier avait de ce fait le droit de lui choisir un épouse, et le maria à sa fille, Aliénor Holland, le 7 octobre 1388.
L'importance qu'il devait à ses titres et à sa situation héréditaire, en tant que descendant du roi Edouard III, s'accrut en 1386, lorsque le roi Richard II le reconnut officiellement comme l'héritier présomptif de la Couronne.

## Campagne d'Irlande

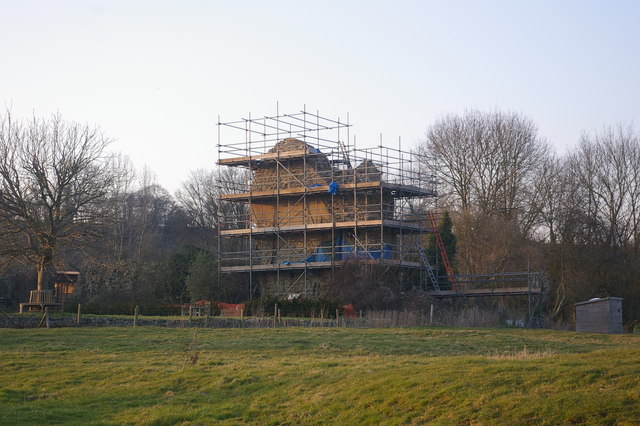
Les ruines de l'abbaye de Wigmore.

En 1394, il accompagne Richard II en Irlande, mais, malgré une nomination du roi comme lieutenant sur les comtés duquel il exerçait une autorité nominale par droit héréditaire, il ne remporta que peu de succès sur les chefs irlandais. Néanmoins, le roi lui accorde l'année suivante de plus grands pouvoirs, en le nommant lieutenant général d'Irlande.
Il avait une bonne popularité en Angleterre, mais ne s'est pas rallié à l'opposition au despostisme du roi. Il est tué le 20 juillet 1398 à Kells, au cours d'un combat contre des Irlandais, et est enterré à l'Abbaye de Wigmore. Ses titres et sa qualité d'héritier présomptif passèrent à son fils Edmond Mortimer.

## Mariage et enfants
De son mariage avec Aliénor Holland († octobre 1405), il eut, :
- Anne (1390-1411), mariée en 1406 avec Richard de Conisburgh, comte de Cambridge[Note 2] ;
- Edmond (1391-1425), 5e comte de March et 7e comte d'Ulster ;
- Roger (1393-1413) ;
- Eleanor (vers 1395 – après 1414), mariée entre 1406 et 1409 à Édouard de Courtenay, 3e comte de Devon.